# Przełom (tygodnik)
Przełom – Tygodnik Ziemi Chrzanowskiej ukazuje się od 1990 roku. Swoim zasięgiem obejmuje gminy: Chrzanów, Trzebinia, Libiąż, Krzeszowice, Alwernia, Babice, Chełmek.
Pierwszy numer Przełomu ukazał się 16 września 1990 roku jako trzebiński dwutygodnik. Miał cztery strony. Od numeru 5. gazeta objęła swym zasięgiem także Chrzanów i Libiąż. Pismo wydawała na początku spółka cywilna KELMAR, a od 1995 roku Firma Wydawnicza Przełom. Pierwszą redaktor naczelną gazety była Alicja Molenda. W 2003 roku zastąpiła ją na tym stanowisku Grażyna Kaim. Od numeru 7. objętość gazety wzrosła do sześciu stron, a od 18. do ośmiu. W 2000 roku liczył 48 stron. Numer 52. gazety, ostatni w 2008 roku liczył 64 strony. Pierwszym, stałym dodatkiem, był kolorowy program telewizyjny, dołączany do Przełomu od 1995 roku.

## Przełom w internecie
Portal przelom.pl powstał w grudniu 2005 roku. Po dwóch latach rozpoczęła się jego gruntowna modernizacja (15 października 2008 roku).

## Ważniejsze nagrody i wyróżnienia
- 1998 – Główna nagroda w IV Konkursie Fundacji IDEE dla Niezależnej Prasy Lokalnej.
- 2000 – Tytuł Gazety Dziesięciolecia zdobyty w V Konkursie IDEE dla Niezależnej Prasy Lokalnej
- 2003 – I nagroda w II Konkursie dla redakcji gazet lokalnych mających największy wpływ na kształtowanie świadomości proekologicznej społeczeństwa w 2003 roku. Konkurs zorganizowało Stowarzyszenie Gazet Lokalnych na zlecenie Narodowego Funduszu Ochrony Środowiska. W tym samym konkursie wyróżnienia zdobyte w 2002, 2004 i 2005 roku.
- 2005 – Alicja Molenda, wydawca Przełomu, odebrała statuetkę srebrnej Nike – Krakowską Nagrodę Alianz 2005 w kategorii Media. Nagroda, jak napisali organizatorzy, ma na celu uhonorowanie ludzi, którzy swym talentem, dokonaniami i wartościową działalnością na rzecz lokalnej społeczności uszlachetniają rzeczywistość.